# Robert de Goulaine
Pour les articles homonymes, voir Goulaine.
Pour les autres membres de la famille, voir Famille de Goulaine.
Robert Joseph Michel Marie Marc-René de Goulaine est un écrivain français, né le 7 juillet 1933 à Boulogne-Billancourt (Seine) et mort à Vertou (Loire-Atlantique) le 6 février 2010 .

## Biographie
Fils de Mathieu de Goulaine et de Charlotte de Voyer de Paulmy d'Argenson, il fait ses études au lycée Henri-IV et à la faculté des lettres de Paris, puis à l'École normale supérieure de Saint-Cloud. Il est licencié en anglais.

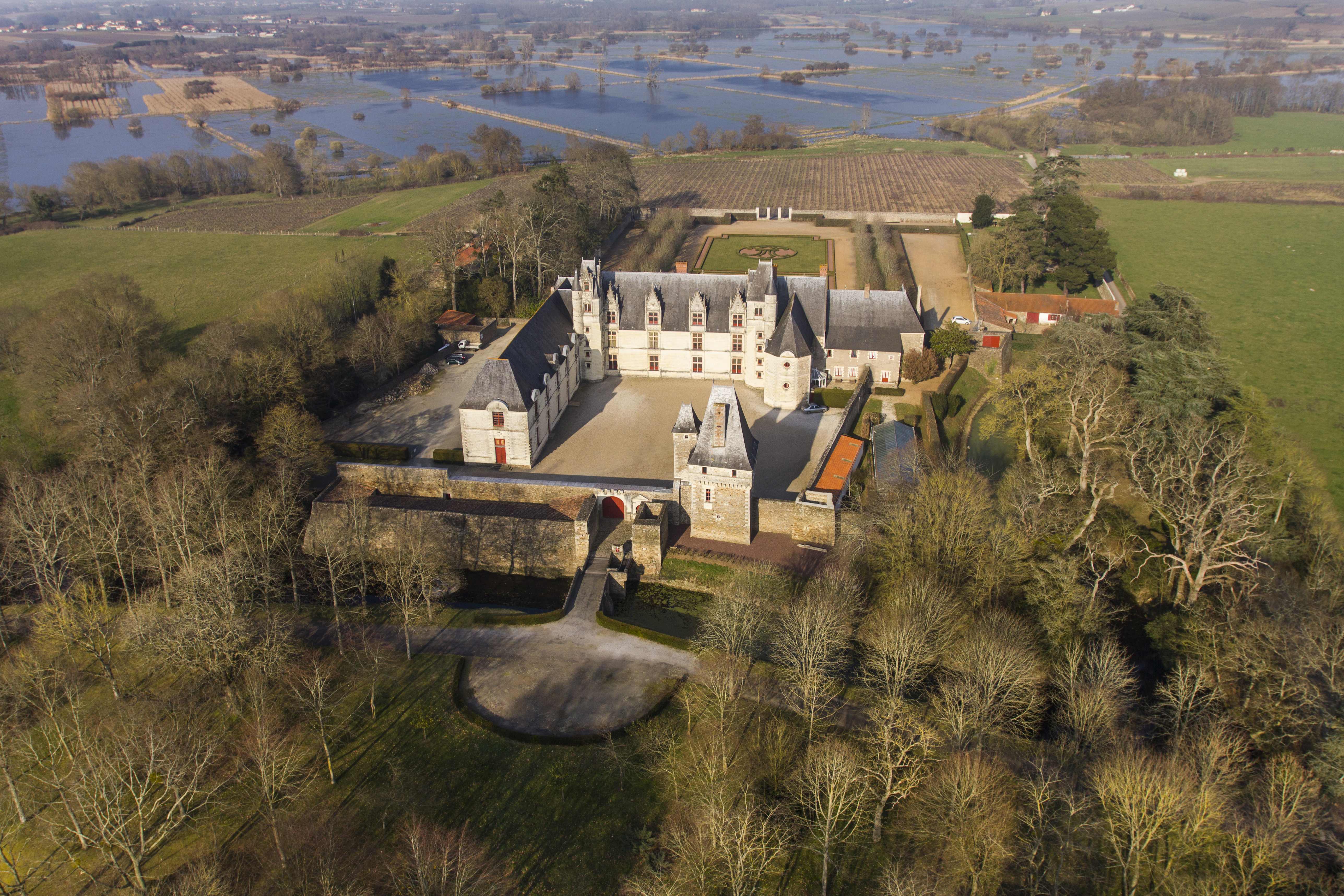
Le château de Goulaine.

Ayant racheté à son oncle en 1957 le château familial de Goulaine, il consacre sa vie à la restauration de cette demeure, à l’écriture et à la production de son muscadet.
Amateur d'arts, ami de Julien Gracq, membre de l'Académie de Bretagne, il ouvre son château à des soirées littéraires ou musicales. En 1983, il y inaugure une papillonneraie avec de nombreux papillons tropicaux volant en liberté au milieu de plantes exotiques rares.
Il a été membre du jury du prix Combourg.

## Mandats
- Maire de Saint-Étienne-de-Corcoué
- Conseiller général de la Loire-Atlantique pour le canton de Legé (1964-1976)
- Maire de Corcoué-sur-Logne (1971-1975)
- Membre de la Chambre de commerce et d'industrie de Nantes (1976-1980)

## Œuvres
- Le Dernier Ange (roman), éditions Critérion, 1992.
- Le Livre des vins rares ou disparus, éditions Bartillat, 1995.
- Du côté de Zanzibar[2] (roman), éditions Bartillat, 1996 (Prix Hugues Rebell, Prix Contrepoint, 1997).
- Angles de chasse, éditions Bartillat, 1997.
- La Lune au fond de la mer (roman) éditions Plon, 2000.
- Paris 60 (récit), éditions Bartillat, 2002.
- Le Prince et le Jardinier (roman), éditions Albin-Michel, 2003.
- Les Seigneurs de la mort (roman), éditions de La Table-Ronde, 2006.
- Tant et si peu (roman), éditions du Rocher, 2008.